# Kristotomus yakui
Kristotomus yakui là một loài tò vò trong họ Ichneumonidae.